# 肯恩·哈德
肯恩·華倫·哈德（英語：Kane Warren Hodder，1954年4月8日—）是一名美國男演員、特技演員和作家。
他最知名的是在《十三號星期五系列》的四部電影和遊戲中飾演面具傑森魔，四部電影分別為《十三號星期五7》（1988年）、《十三號星期五8》（1989年）、《星期五末日》（1993年）和《星際公敵》（2001年）。
哈德和作家Mike Aloisi共同撰寫了一本自傳。這本書描述了他在電影行業的生活和經歷，於2011年10月1日發售。

## 外部連結
- 官方网站
- 肯恩·哈德在互联网电影资料库（IMDb）上的資料（英文）
- TV Tropes上《肯恩·哈德》的資料頁面（英文）